# Travan
Travan est un support de sauvegarde informatique sur bande magnétique de 8 mm contenue dans une cartouche introduit en 1995 et développe par 3M et Imation sur les bases de la technologie QIC (« Quarter Inch Cartridge »),. 
Ses capacités en ont fait un support de choix pour le stockage de grandes quantités de données[réf. nécessaire]. 
Iomega, HP Colorado et Aiwa Bolt ont également produit des lecteurs Travan. Les formats DDS, AIT (en) et VXA (en) étaient les principaux concurrents des cartouches Travan. 

## Capacités
Différentes versions en ont été commercialisées, avec une capacité toujours croissante, tout en conservant la bande de 8 mm de large et de 750 pouces de long (19,05 mètres).
Les cartouches Travan TR-1 ont une capacité de 400 Mo avec une vitesse de transfert de 0,25 Mo/s, utilisant le format QIC-80.
Les cartouches Travan TR-2 ont une capacité den 800 Mo avec une vitesse de transfert de 0,25 Mo/s, utilisant le format QIC-3010.
Les cartouches Travan TR-3 ont une capacité de 1,6 Go avec une vitesse de transfert de 0,5 Mo/s, utilisant le format QIC-3020.
Les cartouches Travan TR-4 ont une capacité de 4 Go utilisant le format QIC-3095.
Les cartouches Travan 8 Go ont une capacité non compressée de 4 Go avec une vitesse de transfert de 1,2 Mo/s.
Les cartouches Travan NS8 ont une capacité de 4 Go avec une vitesse de transfert de 1,2 Mo/s.
Les cartouches Travan NS20 ont une capacité non compressée de 10 Go avec une vitesse de transfert de 2 Mo/s.
Les cartouches Travan 40 Go ont une capacité non compressée de 20 Go avec une vitesse de transfert de 4 Mo/s.